# Geghakar
Geghakar – wieś w Armenii, w prowincji Gegharkunik. W 2011 roku liczyła 136 mieszkańców.